# Barreiras
Barreiras, amtlich portugiesisch Município de Barreiras, ist eine brasilianische Großstadt im Bundesstaat Bahia. Im Jahr 2021 wurde die Bevölkerung auf 158.432 Einwohner geschätzt auf einer Fläche etwa zehnmal so groß wie das Land Hamburg.

## Geographie
Die Stadt liegt zu beiden Seiten des Rio Grande (Bahia).
Die Entfernung zur südsüdwestlich gelegenen Bundeshauptstadt Brasília beträgt 648 km und ist damit geringer als zur 863 km entfernten im Osten liegenden Landeshauptstadt Salvador da Bahia.
Umliegende Orte sind Luís Eduardo Magalhães, São Desidério, Cristópolis, Angical, Riachão das Neves, Formosa do Rio Preto und im Bundesstaat Tocantins die Orte Novo Jardim und Ponte Alta do Bom Jesus.

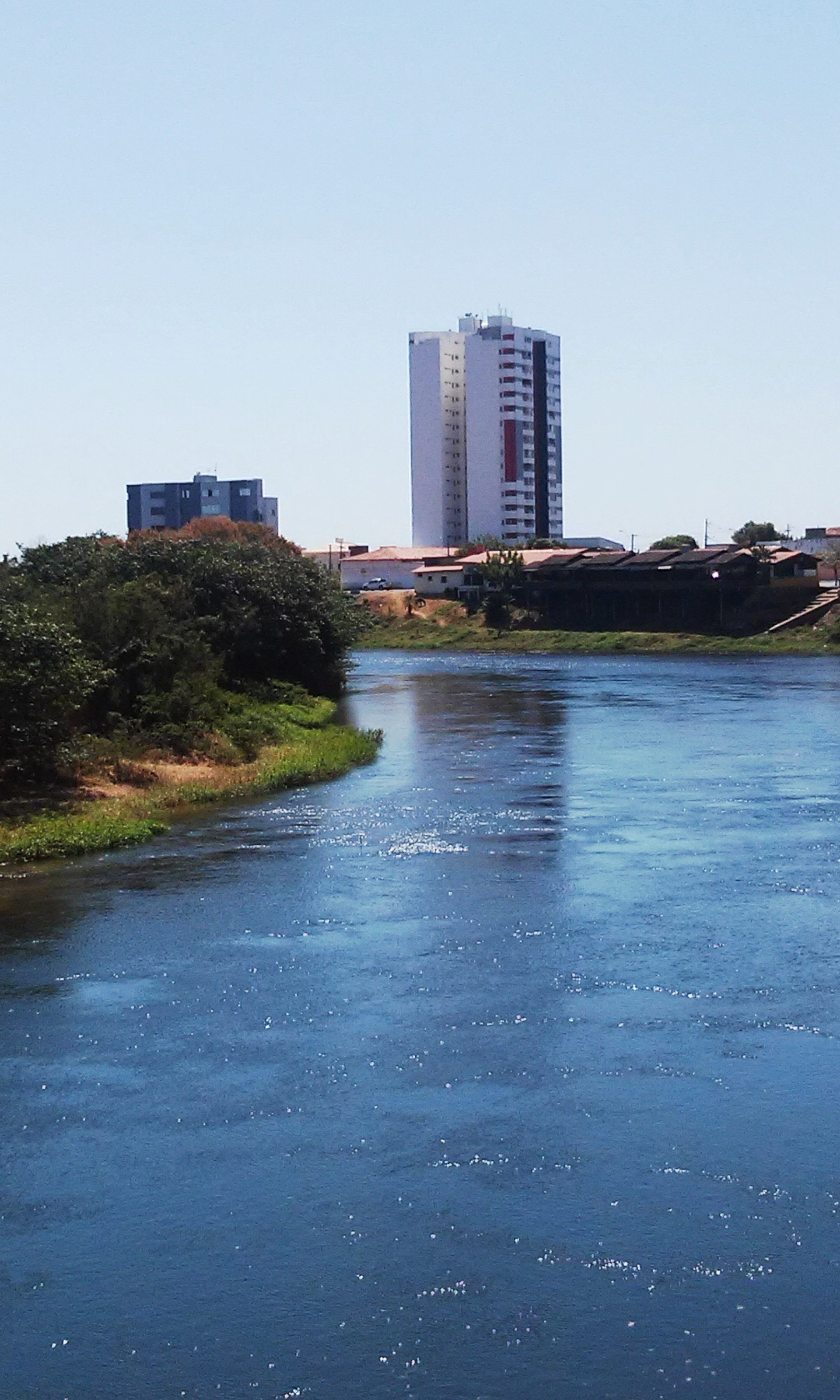
Flussbiegung des Rio Grande innerhalb des Stadtgebiets

### Klima
Das Klima ist tropisch, nach der Klassifikation Köppen-Geiger Aw.
|                   | Jan   | Feb   | Mär   | Apr  | Mai  | Jun | Jul  | Aug  | Sep  | Okt  | Nov   | Dez   |   |        |
| Temperatur (°C)   | 24,7  | 24,7  | 24,5  | 24,4 | 23,4 | 22  | 21,9 | 23,6 | 25,9 | 26,4 | 25,3  | 24,6  | Ø | 24,3   |
| Niederschlag (mm) | 205,4 | 172,4 | 150,5 | 91,4 | 23,1 | 2,5 | 1,2  | 1,5  | 20,1 | 93,6 | 192,9 | 185,4 | Σ | 1140,1 |

## Geschichte
Das Territorium war traditionelles Siedlungsgebiet verschiedener Indiostämme, die zur Sprachfamilie Macro-Ge gehören. Im Kaiserreich Brasilien gehörte es zunächst zu Pernambuco, ab 1827 zur Provinz Bahia. Um 1880 bestand eine Anhäufung von rund 20 einfacher Hütten, die Menschen in dem weitläufigen Gebiet wurden 1881 in einem Pfarrbezirk (Freguesia) zusammengefasst und dem unter dem heutigen Namen als Angical bekanntem Munizip zugeschlagen. Nach der Gründung des Bundesstaates wurden mehrere Orte emanzipiert, darunter durch das Lei Estadual Nr. 237 vom 6. April 1891 auch die Vila de Barreiras und aus Angical ausgegliedert. Das Selbstverwaltungsrecht als Munizip erhielt der Ort durch staatliches Gesetz Nr. 449 vom 19. Mai 1902. Zu dieser Zeit lebten in Barreiras rund 2000 Menschen in 630 Behausungen.
Seit 1979 ist Barreiras Sitz des Bistums Barreiras. Hauptkirche ist die Catedral São João Batista.

## Kommunalpolitik
Stadtpräfekt (Exekutive) ist seit der Kommunalwahl 2016 für die Amtszeit 2017 bis 2020 João Barbosa de Souza Sobrinho (genannt „Zito Barbosa“) von den Democratas (DEM). Bei der Kommunalwahl 2020 erreichte er die Wiederwahl für die Amtszeit von 2021 bis 2024.
Die Legislative liegt bei einem Stadtrat (Câmara Municipal) aus 19 Stadtverordneten (vereadores).

### Stadtgliederung
Die Stadt ist im und um den urbanen Kern in 53 Bairros gegliedert; im ländlichen Raum gibt es weitere 23 Siedlungen, die zu Barreiras gehören.

## Bevölkerungsentwicklung
Quelle: IBGE (Angabe für 2021 ist lediglich eine Schätzung)

## Bildung
1991 lag die Analphabetenquote bei 34,7 %, die sich bei der Volkszählung 2010 bereits auf 13,7 % reduziert hatte.